# مارتین لودویگ
مارتین لودویگ (انگلیسی: Martin Ludwig؛ زادهٔ ۱۶ اکتبر ۱۹۹۸) بازیکن فوتبال اهل آلمان است.